# Wood One
A Wood One Co., Ltd. é um fabricante de materiais de construção à base de madeira com sede em Hiroshima, no Japão.

## História
A empresa foi fundada em 1935 como Nakamoto Forestry, em 1969 mudou seu nome para Sumitomo Corporation, em 1974 se junta a mais cinco empresas para formar a Sumiken Sangyo, em 1979 entra para a Bolsa de Valores de Tóquio, em 2002 muda seu nome para Wood One. A empresa é notável também pelo seu patrocínio a esportes, dá nome ao torneio Aberto de Golfe de Hiroshima, também já foi patrocinadora da Toyota na JGTC entre 2003 e 2004 e da Kondo Racing entre 2006 e 2008.